# Владиславув (Паб'яницький повіт)
Владиславув (пол. Władysławów) — село в Польщі, у гміні Паб'яниці Паб'яницького повіту Лодзинського воєводства.